# Sorex minutissimus
Sorex minutissimus là một loài động vật có vú trong họ Chuột chù, bộ Soricomorpha. Loài này được Zimmermann mô tả năm 1780.

## Hình ảnh

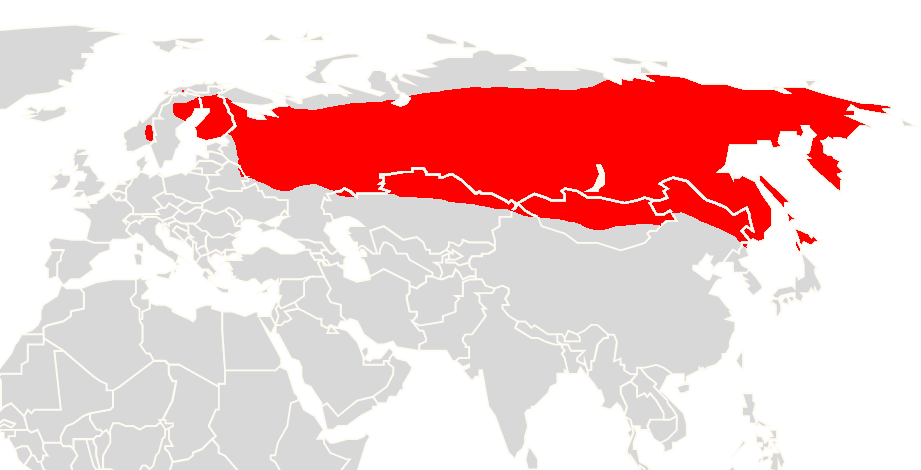